# Соодла, Йоханнес
Йоханнес Соодла (эст.  Johannes Soodla, 14 января 1897, Паламусе, Российская империя — 16 мая 1965, Гослар, ФРГ) — эстонский военный деятель, участник Первой мировой и Освободительной войн, в период немецкой оккупации Эстонии во время Второй мировой войны —  бригадефюрер СС, коллаборационист, военный преступник.

## Биография
Родился 14 января 1897 года на хуторе Кудина Лифляндской губернии (сейчас волость Паламусе). В 1916 году был мобилизован в Русскую императорскую армию и направлен в школу прапорщиков в Гатчине. Воевал в российской армии в период Первой мировой войны. Награждён Георгиевским крестом 4-й степени с лавровой ветвью.
Во время Освободительной войны Соодла воевал в партизанском батальоне Юлиуса Куперьянова в звании лейтенанта и занимал должность командира роты. Принял командование батальоном после гибели Куперьянова. После войны был награждён крестом Свободы.
С 1920 по 1940 годы он служил в эстонской армии. В 1940 году возглавлял военную школу в Тонди в звании полковника. После включения Эстонии в состав Советского Союза был уволен из армии с 1 января 1941 года и эмигрировал в Германию. Вернулся в 1941 году после оккупации Эстонии вермахтом.
В созданном немцами марионеточном эстонском самоуправлении возглавил полицию и организацию Омакайтсе. Получил звание оберфюрера, затем бригадефюрера. Единственный эстонец, получивший генеральское звание в СС. В мае 1943 возглавил 3-ю Эстонскую добровольческую бригаду СС. В дальнейшем бригада была преобразована в 20-ю гренадёрскую дивизию СС. Соодла занимал должность главного инспектора эстонских войск в вермахте. В сентябре 1944 года Соодла был награждён немецким командованием Железным крестом 2 класса.
Вместе с отступавшими войсками вермахта прибыл в Германию, где сдался американцам. Проживал после войны в Германии, Италии (Триест) и США (Глендейл, Калифорния). Как утверждает писатель Ричард Рашке, во время пребывания в Италии Соодла работал на ЦРУ.
Умер в Германии в 1965 году.

## Военные преступления
Эстонская международная комиссия по расследованию преступлений против человечности пришла к выводу, что в силу своей должности Соодла несёт солидарную ответственность с немецкими властями в отношении преступных действий своих подчинённых, осуществлённых в Эстонии и за её пределами. В частности, установлено, что члены Омакайтсе и сотрудники эстонской полиции, подчинённые Соодла, причастны к геноциду евреев в Эстонии и Белоруссии.
В 1961 году СССР потребовал у США депортации и выдачи Соодла. Однако бюрократический процесс затянулся до самой его смерти.